# Лазиська (Вонґровецький повіт)
Лазиська (пол. Łaziska, нім. Neuhausen) — село в Польщі, у гміні Вонґровець Вонґровецького повіту Великопольського воєводства.
Населення — 590 осіб (2011).
У 1975-1998 роках село належало до Пільського воєводства.

## Демографія
Демографічна структура станом на 31 березня 2011 року:
|          | Загалом | Допрацездатний вік | Працездатний вік | Постпрацездатний вік |
| -------- | ------- | ------------------ | ---------------- | -------------------- |
| Чоловіки | 302     | 83                 | 197              | 22                   |
| Жінки    | 288     | 67                 | 161              | 60                   |
| Разом    | 590     | 150                | 358              | 82                   |